# Komponent (grafteori)
En komponent till en graf {\displaystyle G} är en ekvivalensklass till ekvivalensrelationen {\displaystyle R=\{(x,y)\in V(G)^{2}:\exists } väg i {\displaystyle G} mellan {\displaystyle x} och {\displaystyle y\}}. Med andra ord är varje komponent en isolerad grupp av sammanlänkade noder. De är sammanlänkade på så sätt att varje nod har en väg till de resterande noderna.